# Бирнова
Бирнова (рум. Bîrnova) — село в Молдові в Окницькому районі. Утворює окрему комуну.

## Археологія
На північний схід від села розташоване селище Бирново V. Воно знаходиться на лівому схилі глибокого яру, який розпочинається в селі Бирново і простягається до Наславчі. Залишки поселення знайдені на поверхні великого мису, що орієнтований на північний захід. Тут знайдені шматки обпаленої глини — залишки стін будинків, уламки глиняного посуду, прикрашеного розписом, кременеві вироби, прослідковуються залишки будинків. Було встановлено, що на цьому місці збереглись залишки двох поселень. Одне відноситься до трипільської культури, і датується другою половиною IV — першою половиною III тисячоліття до н. е.
Селище Бирново VI розташоване за 2 км на схід від села, за 1,5 км на північ від залізничного переїзду і автотраси Бирново — Атаки. Залишки поселення знайдені на мисі продовговатої форми, орієнтованому на північ. На цьому місці виявлені шматки обпаленої глини, фрагменти глиняного посуду, обпалене каміння, кістки тварин та інші стародавні предмети. Тут існували поселення, які відносяться до різних історичних періодів: одне відноситься до трипільської культури і датується III тис. до н. е., друге — до слов'янської культури і датується VIII—IX століттями н. е.

## Історія
За даними етнографічної експедиції 1869—1870 років під керівництвом Павла Чубинського, у селі проживали українці («руснаки»), усе населення розмовляло українською мовою.